# Dicranomyia (Dicranomyia) brachyneura
Dicranomyia (Dicranomyia) brachyneura is een tweevleugelige uit de familie steltmuggen (Limoniidae). De soort komt voor in het Oriëntaals gebied.